# Беджади, Мохаммед Салех
Мохаммед Салех аль-Беджади — правозащитник Саудовской Аравии. Один из основателей правозащитной организации «Saudi Civil and Political Rights Association» (ACPRA). С 2007 года занимается защитой прав заключённых. В 2007 году был арестован и четыре месяца провёл в тюрьме без предъявления обвинений, в 2009 году ему был запрещён выезд за границу. В марте 2011 года был повторно арестован, в 2015 году приговорён к 10 годам заключения.

## Правозащитная деятельность
В 2007 году аль-Беджади дал интервью для международных СМИ относительно сидячих демонстраций, проходивших перед правительственными зданиями. После этого он был арестован и в период с 4 сентября 2007 года по 1 января 2008 года находился в заключении в одиночной камере. Какие-либо обвинения аль-Беждади предъявлены не были. Он был выпущен при условии, что он «не будет организовывать какие-либо собрания или контактировать с иностранной прессой».
В 2009 году аль-Беджади организовал сайт «Monitor of Human Rights in Saudi Arabia — al-Marsad». В марте того же года он был допрошен Службой общей разведки, у него отобрали паспорт, а также запретили выезд за границу. В июле 2009 года Всемирная организация против пыток и Международная федерация за права человека осудили запрет на выезд за границу, наложенный на аль-Беджади, поскольку это «ограничивает его свободу выражения».
В 2009 году аль-Беджади совместно с 10 другими саудовскими правозащитниками основал правозащитную организацию «Saudi Civil and Political Rights Association».
20 марта 2011 года аль-Беджади принял участие в демонстрации, участники которой потребовали у правительства освободить политических заключённых, арестованных после начала волнений в Саудовской Аравии, на следующий день он и ещё ряд участников протеста были арестованы. организация «Amnesty International» признала аль-Беджади узником совести, арестованным «лишь за мирное выражение его права на свободу слова, собраний и ассоциаций».
В течение четырёх месяцев после ареста аль-Беджади содержался в одиночной камере, раз несколько недель ему позволяли несколько минут поговорить с женой по телефону. Затем он был переведён в другую камеру, в ней кроме аль-Беджади находилось ещё 9 человек. Размеры этой камеры были 4 на 6 метров, в ней круглые сутки горел яркий свет. В течение 7 месяцев после ареста аль-Беджади не позволяли увидеть врача.
В августе 2011 года аль-Беджади предстал перед судом. Ему были предъявлены обвинения в «мятеже против правителя, подстрекательстве протестов и общение с иностранными СМИ». Адвокатов аль-Беджади не пустили на заседание. 3 октября 2011 года ему также были предъявлены обвинения в «членстве в запрещённой организации, обладании запрещёнными книгами и намерении навредить репутации страны».
15-16 марта 2012 года 38 человек провели публичную голодовку в знак протеста против ареста аль-Беджади. Аль-Беджади также объявил голодовку. По состоянию на 11 апреля 2012 года, он голодал уже почти месяц. ACPRA высказало опасение, что жизнь аль-Беджади находится в опасности, поскольку он перестал принимать воду. Министр внутренних дел Саудовской Аравии не согласился с этим, заявив, что аль-Беджади находится в «добром здравии».
11 марта 2015 года аль-Беджади был приговорён к 10 годам заключения.